# Leptogenys manni
Leptogenys manni es una especie de hormiga del género Leptogenys, subfamilia Ponerinae. Fue descrita por Wheeler en 1923.

## Distribución
Se encuentra en Florida y Georgia, Estados Unidos.